# Bourberain
Bourberain är en kommun i departementet Côte-d'Or i regionen Bourgogne-Franche-Comté i östra Frankrike. Kommunen ligger i kantonen Fontaine-Française som tillhör arrondissementet Dijon. År 2022 hade Bourberain 388 invånare.

## Befolkningsutveckling
Antalet invånare i kommunen Bourberain
Referens:INSEE